# روجير بلوكلاند
روجير فيليب تشارلز إدوارد بلوكلاند (من مواليد 16 فبراير 1971 في دوردريخت) وهو لغوي هولندي وأستاذ اللغات الفنلندية الأوغرية في جامعة أوبسالا.
درس بلوكلاند في جامعة جرونينجن، حيث أكمل درجة الماجستير في عام 1997، وحصل على الدكتوراه تحت إشراف كورنيليوس هازلبلات. بعد دراسته، شغل عدة مناصب كمحاضر، ومحاضر زائر، وباحث في جامعات مختلفة، منها جامعة تالين، جامعة تارتو، جامعة غرايفسفالد وجامعة هومبولت في برلين.
من عام 2005 إلى عام 2006، كان بلوكلاند رئيس قسم اللغات والثقافات الفنلندية الأوغرية (كورنيليوس هازلبلات) في جرونينجن، ومن عام 2009 إلى عام 2010 عمل كرئيس لقسم الدراسات الفنلندية الأوغرية والأورالية (سابقا يوجين هيليمسكي) في جامعة هامبورغ.
في عام 2011، تولى منصب أستاذ مساعد في قسم الدراسات الفنلندية الأوغرية (ايلينا سكريبنك) في جامعة لودفيغ ماكسيميليان في ميونيخ.
في عام 2014، روجير بلوكلاند، عقِب لارس غونار لارسون، تم تعيينه أستاذاً لللغات الفنلندية الأوغرية في قسم اللغات الحديثة في جامعة أوبسالا.
يركز بحث بلوكلاند على اللغات الفينية البلطيقية، واللغات البيرمكية والسامية، ويهتم بشكل خاص بمجالات توثيق اللغة ولغة الاتصال لللغات المتبقية والتي يتحدث بها فئة صغيرة والمُعرضة لخطر الزوال.